# Im Knast
Im Knast ist eine deutsche Comedyserie, die von ZDFneo ausgestrahlt wird. Die erste Staffel wurde vom 21. Mai 2015 bis zum 25. Juni 2015 gesendet. Die zweite folgte vom 27. Juli 2017 bis zum 10. August 2017.

## Handlung
Es wird der Alltag der in der JVA Söhtstraße Inhaftierten Erdem Azimut, Manfred „Manni“ Schuster und Alexander „Graf“ Vontrab gezeigt. Erdem war Boss einer Gang und wurde wegen vieler verschiedener Delikte verurteilt. Bei der Verhandlung verteidigte er sich erfolglos selbst. Er ist noch kein Jahr im Gefängnis. Manni, ehemaliger Bankangestellter, erwischte seinen Chef in flagranti, wie er mit seiner Frau schlief, und rastete aus: Er tackerte dessen Testikel an einen Schreibtisch. Wegen schwerer Körperverletzung sitzt er bereits seit sieben Jahren ein. Alexander wurde wegen Immobilienbetrug und Verstoßes gegen das Betäubungsmittelgesetz verurteilt. Als Promi-Makler verkaufte er Immobilien, die ihm nicht gehörten. Er ist daher einen sehr luxuriösen Lebensstil gewöhnt.
Die liberale Therapeutin Nora Meindl glaubt an das Gute im Menschen und hofft, die Insassen zum Besseren bekehren zu können. Dabei eckt sie meist mit dem Gefängnisdirektor Kempers an. Dieser ist stets bemüht, bei seinen Vorgesetzten im guten Licht dazustehen, da aufgrund mehrerer Vorkommnisse in der JVA sein Ruf katastrophal schlecht ist. Das Gefängnis führt er aber mit möglichst wenig Aufwand – so finden keine Durchsuchungen der Hafträume statt und Räume mit Fluchttunnel werden einfach für immer verschlossen, statt die Tunnel aufzufüllen.
Immer wieder macht ihnen der russische Schläger und Anführer Ivan das Leben schwer. Die Fäden zieht aber im Hintergrund Häftling Semmelrogge aus Block C, der sich später nach einer Revolte absetzen kann.

## Besetzung

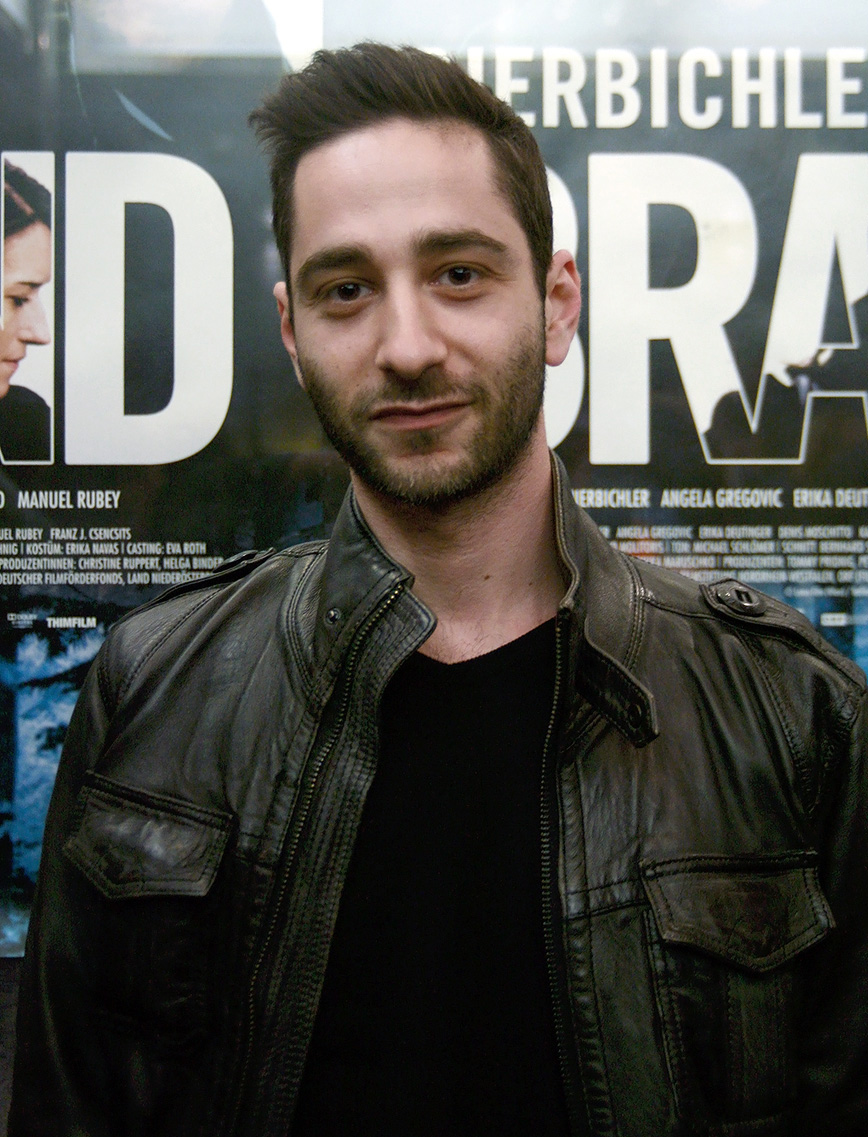
Denis Moschitto (2011)
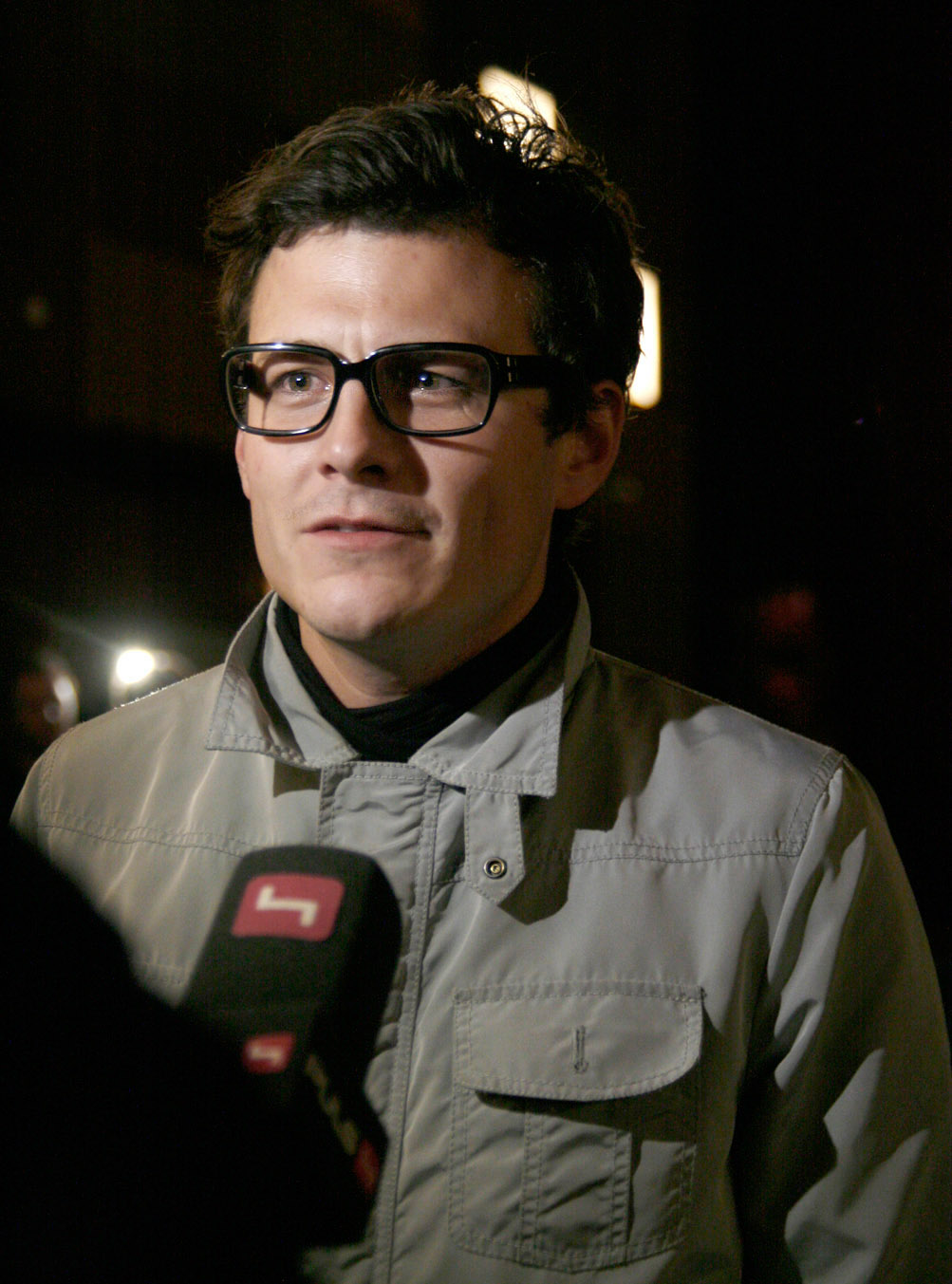
Manuel Rubey (2010)
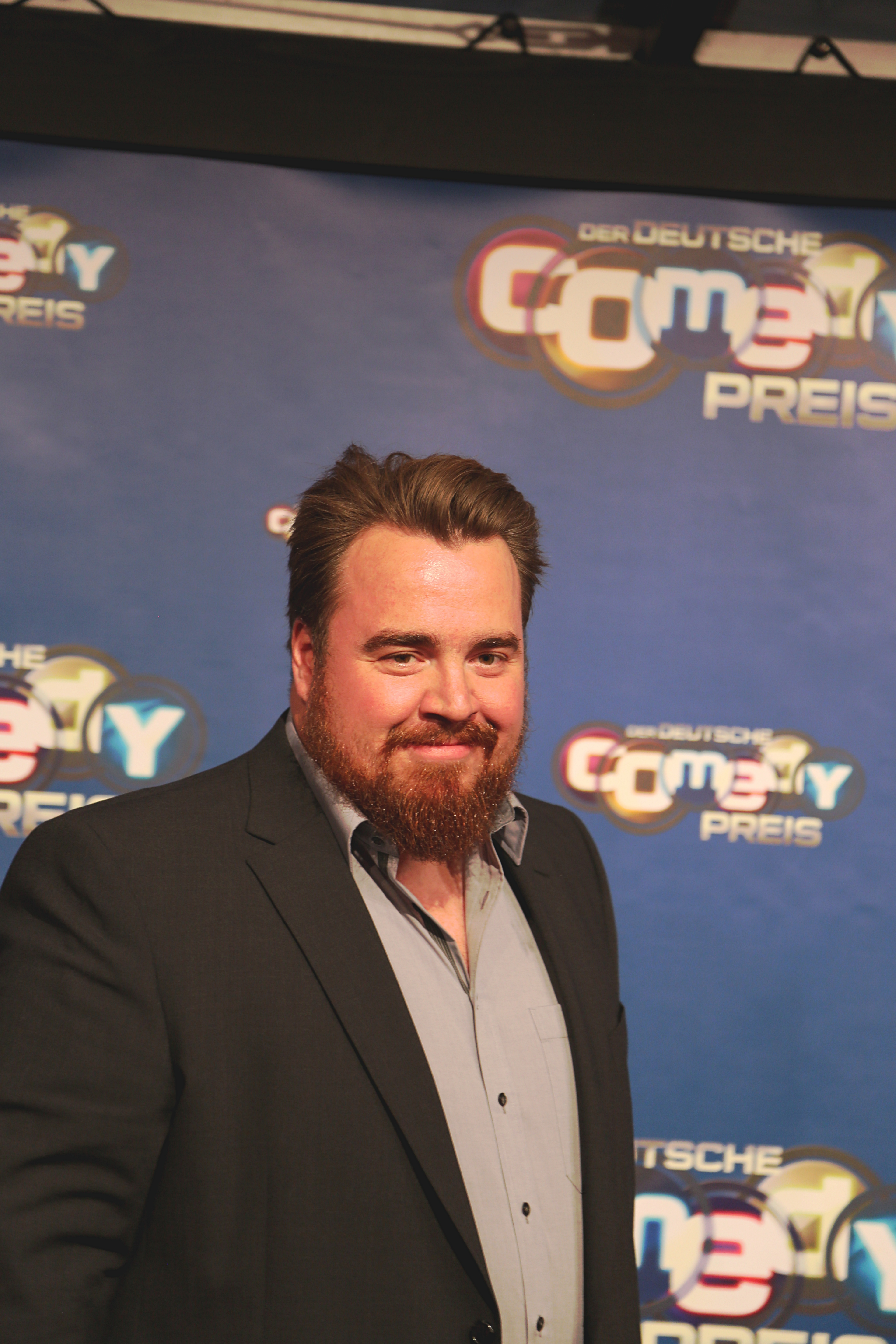
Tristan Seith (2017)
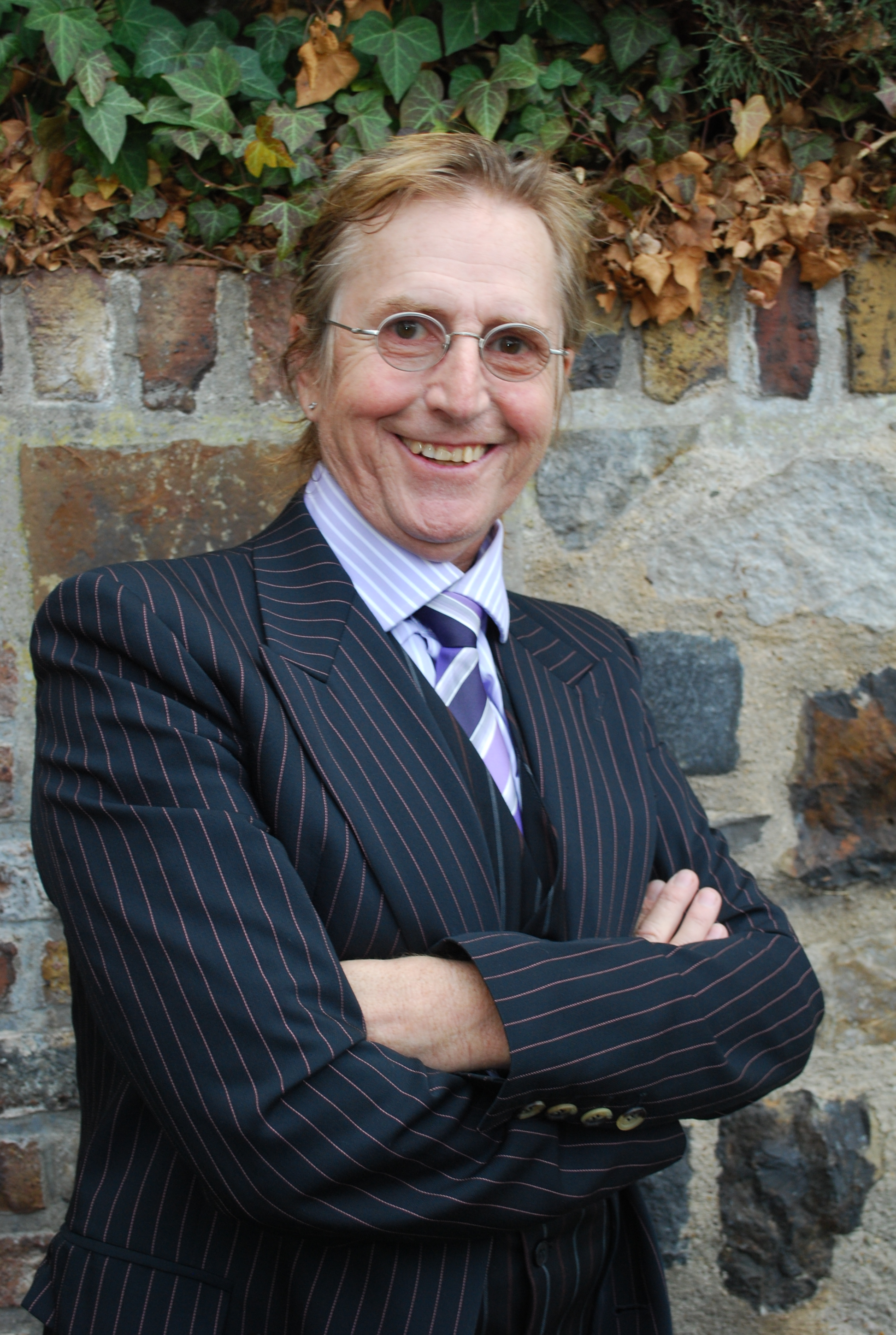
Martin Semmelrogge (2011)

| Schauspieler           | Rolle                    | Hauptrolle (Folgen) | Nebenrolle (Folgen) | Rollenbeschreibung                                                            |
| ---------------------- | ------------------------ | ------------------- | ------------------- | ----------------------------------------------------------------------------- |
| Denis Moschitto        | Erdem Azimut             | 1.01–2.06           |                     | Häftling türkischer Abstammung, der „tausend“ Delikte begangen hat            |
| Tristan Seith          | Manfred „Manni“ Schuster | 1.01–2.06           |                     | ehemaliger Bankangestellter, der wegen schwerer Körperverletzung sitzt        |
| Manuel Rubey           | Alexander „Graf“ Vontrab | 1.01–2.06           |                     | Österreichischer Betrüger, der täglich jedwede Droge konsumiert               |
| Marleen Lohse          | Nora Meindl              | 1.01–2.06           |                     | gutherzige Gefängnistherapeutin                                               |
| Wilfried Hochholdinger | Dr. Kempers              | 1.01–2.06           |                     | cholerischer Gefängnisdirektor                                                |
| Anton Levit            | Ivan                     |                     | 1.01–2.06           | Russischer Mitinsasse und Mafia-Boss                                          |
| Martin Semmelrogge     | Martin Semmelrogge       |                     | 1.01–1.06, 2.05     | Cameoauftritte als Zelleninsasse in Block-C                                   |
| Carolin Poppenberg     | Kempers’ Assistentin     |                     | 1.01–2.06           | Walküre, nie sprechende Schließerin, die Kempers stets wie ein Schatten folgt |

## Episodenliste
| Staffel | Episodenanzahl | Deutschsprachige Erstausstrahlung | Deutschsprachige Erstausstrahlung |
| Staffel | Episodenanzahl | Staffelpremiere                   | Staffelfinale                     |
| ------- | -------------- | --------------------------------- | --------------------------------- |
| 1       | 6              | 21. Mai 2015                      | 25. Juni 2015                     |
| 2       | 6              | 27. Juli 2017                     | 10. August 2017                   |

### Staffel 1
| Nr. (ges.) | Nr. (St.) | Originaltitel         | Erstausstrahlung D | Regie                | Drehbuch                     | Zuschauer (ZDFneo) | Gaststar                                                      |
| --- | --------- | --------------------- | ------------------ | -------------------- | ---------------------------- | ------------------ | ------------------------------------------------------------- |
| 1 | 1         | Alle mal herschauen!  | 21. Mai 2015       | Torsten Wacker       | Tanja Sawitzki               | 160.000            | Max Giermann                                                  |
| Der Direktor Kempers kündigt der Gefängnistherapeutin Nora Meindl. Doch als sie eine Geiselnahme auflösen kann, dreht sich der Spieß um: Kempers will sie nun behalten, aber sie will aufgrund der Geringschätzung nicht mehr. Die Häftlinge bewirken am Ende durch eine weitere getürkte Geiselnahme Noras Rückkehr, da sie nicht weiter dem verrückten neuen Therapeuten (Max Giermann) ausgeliefert sein wollen.                                         |           |                       |                    |                      |                              |                    |                                                               |
| 2 | 2         | Hilf dir selbst       | 28. Mai 2015       | Daniel Rakete Siegel | Tanja Sawitzki               | 110.000            | Wolfgang Trepper                                              |
| Manni hat Schulden bei Ivan und deshalb Todesangst. Nora lädt den Motivationstrainer Trepper ein, der Mannis Selbstbewusstsein stärken soll. Ivan verschont ihn am Ende, da er denkt, dass Manni Hautkrebs hat. Dies war aber nur ein missglückter Selbsttätowierungsversuch. |           |                       |                    |                      |                              |                    |                                                               |
| 3 | 3         | Wer bin ich?          | 4. Juni 2015       | Torsten Wacker       | Tanja Sawitzki               | —                  | Niels Ruf, Stephan Grossmann, Johanna Maria Knothe, Eko Fresh |
| Wärter Schröder (Niels Ruf) hat Erdem auf dem Kieker. Daher erhält er die Dragqueen Tessa (Stephan Grossmann) als neue Zellengenossin. Während Manni für sie schwärmt, fühlt sich Erdem in seiner Männlichkeit bedroht. Zudem hat sein Cousin (Eko Fresh) seine Gang übernommen. Als sie herausfinden, dass Schröder nicht lesen kann, ist er Wachs in ihren Händen.                                                                                        |           |                       |                    |                      |                              |                    |                                                               |
| 4 | 4         | Stresstest Dummies    | 11. Juni 2015      | Daniel Rakete Siegel | Jochen Winter                | —                  | Katy Karrenbauer, Eko Fresh                                   |
| Richterin Karrenbauer soll die Anträge zur vorzeitigen Haftentlassung prüfen und ordnet eine überraschende Razzia in der JVA an. Alexander verscherzt es sich aber mit ihr, weshalb sein Antrag abgelehnt wird. |           |                       |                    |                      |                              |                    |                                                               |
| 5 | 5         | Vater, Mutter, Knacki | 18. Juni 2015      | Daniel Rakete Siegel | Jochen Winter                | —                  | Anke Engelke                                                  |
| Um die Haftraumknappheit zu lösen, werden die drei Häftlinge als videoüberwachtes Experiment in eine Zelle zusammengelegt. Die drei wissen nicht, dass es ein Experiment ist, sondern denken, ihre Zellen würden renoviert werden. Als der Schwindel auffliegt, fühlen sie sich von Nora, die die Studie durchführte, verraten. Daher sorgt sie dafür, dass Alexander das erste Mal von seiner Frau (Anke Engelke) besucht wird und Manni Freigang bekommt. |           |                       |                    |                      |                              |                    |                                                               |
| 6 | 6         | Achtung Freiheit!     | 25. Juni 2015      | Torsten Wacker       | Stephan Pächer & René Förder | —                  | Serdar Somuncu                                                |
| Erdem und Alexander kandidieren beide als Knastsprecher. Erdem sucht sich Hilfe bei Serdar Somuncu, der wegen Wahlbetrug sitzt. Manni hat derweil Angst vor seinem Freigang und schließt sich versehentlich mit der klaustrophobischen Nora in einer Kammer ein. Nach ihrer Befreiung geht er gemeinsam mit Nora auf Freigang. Die Wahl hingegen gewinnt Semmelrogge und ruft zur Revolte auf.                                                              |           |                       |                    |                      |                              |                    |                                                               |

### Staffel 2
| Nr. (ges.) | Nr. (St.) | Originaltitel                    | Erstausstrahlung D | Regie                | Drehbuch                             | Zuschauer (ZDFneo) | Gaststar                                                |
| --- | --------- | -------------------------------- | ------------------ | -------------------- | ------------------------------------ | ------------------ | ------------------------------------------------------- |
| 7 | 1         | Ärger im Paradies                | 27. Juli 2017      | Torsten Wacker       | Benjamin Karalic & Fabian Hebestreit | —                  | Katy Karrenbauer, Christine Urspruch, Christoph Grunert |
| Wegen der Revolte degradiert Justizsenatorin Karrenbauer Kempers zum Schließer. Neue Direktorin wird Frau Fuchs (Christine Urspruch). Erdem und Alexander entziehen sich ihrem strengen Regiment in einem geheimen Garten. Bei einer Visite der Justizsenatorin verkauft ihr die überrumpelte Frau Fuchs den Garten als Resozialisierungsprojekt. Als auffliegt, dass der Garten einen Fluchttunnel ehemaliger Häftlinge beherbergt, ist Kempers rehabilitiert. |           |                                  |                    |                      |                                      |                    |                                                         |
| 8 | 2         | Der Zweiäugige unter den Blinden | 27. Juli 2017      | Daniel Rakete Siegel | Benjamin Karalic                     | —                  | Sonya Kraus                                             |
| Manni wird von seiner Ex-Frau (Sonya Kraus) besucht, die Schulden hat und von ihm seinen Bausparvertrag überschrieben haben will. Durch eine mit Tränengas beendete Schlägerei sind Erdem und Manni allerdings temporär erblindet und werden von Alexander betreut. Als sie wieder sehen können, wird Alexander von Ivan verprügelt und muss nun im Gegenzug gepflegt werden.                                                                                   |           |                                  |                    |                      |                                      |                    |                                                         |
| 9 | 3         | Ein Manni sieht rot              | 3. Aug. 2017       | Torsten Wacker       | Benjamin Karalic & Gregor Eisenbeiß  | —                  | —                                                       |
| Während der Therapiestunde küsst Alexander Nora bei einem Rollenspiel. Manni ist darüber völlig verärgert und eifersüchtig und muss seine Aggressionen verarbeiten. |           |                                  |                    |                      |                                      |                    |                                                         |
| 10 | 4         | Mit links                        | 3. Aug. 2017       | Torsten Wacker       | Benjamin Karalic                     | —                  | Jörg Hartmann                                           |
| Malte (Jörg Hartmann), ein schizophrener Manipulierer, ist ein neuer Häftling. Mit Erdem als Marionettenboss hetzt er die Linkshänder sektenartig gegen die Rechtshänder. Als Erdem sein Spiel durchschaut, bringt er Malte mit Nora und Ivan zu Fall. |           |                                  |                    |                      |                                      |                    |                                                         |
| 11 | 5         | Und Action!                      | 10. Aug. 2017      | Daniel Rakete Siegel | Benjamin Karalic & Andi Wecker       | 200.000            | Alpa Gun                                                |
| Nora lässt die Häftlinge einen Dokumentarfilm erstellen. Während Erdem und Manni sich über die Ausrichtung streiten, hackt Semmelrogge, der sich ins Ausland abgesetzt hat, die Aufzeichnungen. Er schneidet daraus einen Film, der alle in Verruf bringt, und stellt diesen online. |           |                                  |                    |                      |                                      |                    |                                                         |
| 12 | 6         | Der Schuss                       | 10. Aug. 2017      | Daniel Rakete Siegel | Benjamin Karalic & Lisa van Brakel   | 200.000            | Jochen Schropp                                          |
| Alexander findet auf der Toilette zufällig eine Waffe. Beim Rumalbern schießt Erdem Manni unabsichtlich in den Kopf. Da sie nicht ahnen, dass er überlebt hat, plagen sie sich mit ihren Schuldgefühlen. Gerade rechtzeitig, bevor sie alles gestehen wollen, erfahren sie, dass es ihm gut geht. |           |                                  |                    |                      |                                      |                    |                                                         |

## Produktion und Ausstrahlung
Die erste Staffel wurde im Oktober 2014 für 2015 angekündigt. Gedreht wurde 2014 von Mitte November bis Mitte Dezember in der 2010 stillgelegten JVA Söhtstraße in Berlin-Lichterfelde. Die erste Staffel wurde vom 21. Mai 2015 bis 25. Juni 2015 auf ZDFneo ausgestrahlt.
Ein Jahr später bestätigte ZDFneo am 12. Juli 2016 die Produktion einer sechsteiligen zweiten Staffel, deren Drehbeginn derselbe Tag war. Gedreht wurde bis zum 14. August 2016. Im Gegensetz zu den wechselnden Drehbuchautoren der ersten Staffel, stieß Benjamin Karalic als Headautor dazu. Die zweite Staffel wurde erstmals vom 27. Juli 2017 bis 10. August 2017 auf ZDFneo in Doppelfolgen ab 23 Uhr gesendet.

## Trivia / Running Gags
- Die fiktive JVA Söhtstraße wurde nach der echten JVA Söhtstraße (Lage) in Berlin-Lichterfelde benannt, in der die Serie gedreht wurde. Diese diente von 1906 bis 2010 als Frauengefängnis und danach mehrfach als Filmkulisse.[8]
- Gastrollen behalten mehrfach ihren realen Nachnamen (Motivationstrainer Trepper, Richterin Karrenbauer) oder auch gesamten Namen (Martin Semmelrogge, Serdar Somuncu), spielen aber nicht sich selbst.
- Martin Semmelrogge spielt seine Paraderolle in Anlehnung an seine realen Inhaftierungen.[9]
- Johanna Maria Knothe spielt sich selbst in ihrer Funktion als ZDF-Reporterin (vgl. z. B. Bambule).
- Richterin Karrenbauer wird von Kempers in Anlehnung an die Serie Hinter Gittern – Der Frauenknast zweimal „Walter“ gerufen.
- Erdem spricht im überaus überspitzten Ghetto-Slang und verbessert oft andere richtige Sätze in seine für ihn korrekte Aussprache.
- Stereotypische Gesellschafts-Klischees werden überspitzt dargestellt, wie der intellektuell ungebildete, stets aufgepumpte Russe Ivan.
- Die Assistentin von Herrn Kempers steht immer wie eine Walküre beschützend hinter ihrem Chef. Sie spricht (bis auf E1 der 1. Staffel) kein einziges Wort, doch ihr herrischer Blick sagt mehr als tausend Worte.
- Regisseur Daniel Rakete Siegel und Hauptdarsteller Denis Moschitto arbeiteten später an ihrem gemeinsam Spielfilmdebüt Schock als Autoren- und Regie-Duo erneut zusammen.

## DVD-Veröffentlichung
Die erste Staffel wurde am 7. August 2015 und die zweite Staffel am 15. September 2017 auf DVD veröffentlicht.

## Rezeption
Die Kritiken zur ersten Staffel fielen überwiegend positiv aus:

„Die Handlung ist nicht weiter der Rede wert. [...] Zu mehr als Situationskomik führt das selten, aber die ist doch oft recht lustig. [...] Weil die Charaktere hoffnungslos überzeichnet sind, drehen sich die Gags schnell im Kreis. Selbst das Durchbrechen der Stereotypien ist hier keine Überraschung, sondern wird polternd eingeleitet: Bauerntheater hinter Gittern. Aber dann purzelt wieder Denis Moschitto ins Bild. Und diesem niedlichen Gangster mit nicht allzu üppigem Verstand, aber dafür umso mehr Herz, kann niemand widerstehen [...].“

„Der Wortwitz [...] ist enorm. [...] Die Inszenierung liefert Irrsinn in schneller, geschmeidiger Taktung; die 25 Minuten jeder Folge sind gut gefüllt mit Zitaten und Subplots. [...] ‚Im Knast‘ kommt [...] als hochtourige Buddy-Komödie daher. [...] die Serie ist nicht als Gesellschaftspanorama angelegt, der Spaß ist reiner Selbstzweck – aber eben so virtuos in Szene gesetzt, dass er sich nicht vor modernen US-Sitcoms verstecken muss.“

„Es ist dieser skurrile Witz, der die ZDFneo-Eigenproduktion Im Knast ursympathisch macht.“